# Sabine Vermeulen
Sabine Vermeulen (Deinze, 12 maart 1971) is een Belgisch politica die actief is voor de N-VA.

## Levensloop
Vermeulen volgde een grafische opleiding aan het Gentse HIGRO en werkte van 1993 tot 2002 als grafisch vormgever in een drukkerij. Vervolgens was ze van 2002 tot 2010 werkzaam als kaderlid in een beschutte werkplaats die fungeerde als drukkerij. Van 2010 tot 2012 ze provinciaal bewegingsverantwoordelijke voor de N-VA in Oost-Vlaanderen.
Van oktober 2012 tot mei 2014 zetelde ze voor deze partij in de Belgische Senaat. Als opvolger kreeg ze een zesde plaats in de rangorde bij de wetgevende verkiezingen van 2010 en nadat Philippe Muyters eerst door Luc Sevenhans werd opgevolgd, werd deze op zijn beurt in 2012 door Vermeulen opgevolgd. In de Senaat was ze lid van de commissies Buitenland en Financiën en Economie. Zij was ook van 2013 tot 2014 plaatsvervangend parlementslid van de Raad van Europa en van 2013 tot 2019 effectief lid van de Raadgevende interparlementaire Beneluxraad. Verder was Vermeulen ook actief als IPU-voorzitter sectie België-Palestina.
Bij de verkiezingen van 25 mei 2014 werd ze verkozen in het Vlaams Parlement. Ze behaalde 12.829 voorkeurstemmen vanop de 7e plaats op de N-VA-kieslijst voor Oost-Vlaanderen. In het Vlaams Parlement was ze eerste ondervoorzitter van de commissie Landbouw, Visserij en Plattelandsbeleid en lid van de commissie Economie, Werk, Sociale Economie, Innovatie en Wetenschapsbeleid. In mei 2019 raakte ze niet herkozen. Vervolgens werd Vermeulen kabinetsmedewerker van Kurt Moens, gedeputeerde van de provincie Oost-Vlaanderen.
In de lokale politiek werd Sabine Vermeulen bij de gemeenteraadsverkiezingen van 2012 verkozen tot gemeenteraadslid in Deinze, een functie die ze nog steeds uitoefent. Daarvoor was ze van 2008 tot 2012 lid van de OCMW-raad. 